# آيرو إل-159 ألكا
آيرو إل-159 ألكا (مقاتلة خفيفة عسكرية متقدمة) هي طائرة مقاتلة متعددة المهام تشيكية الصنع. وفي الخدمة بسلاح الجو التشيكي، والقوة الجوية العراقية. والطائرة مستمدة من إل-59 سوبر ألباتروس

## مواصفات (L-159A)
البيانات من Jane's All The World's Aircraft 2003–2004
الخصائص العامة
- الطاقم: one (L-159A), two (L-159B, L-159T1)
- الطول: 12.72 m (41 ft 8¾ in)
- باع الجناح: 9.54 m[4] (31 ft 3½ in)
- الارتفاع: 4.87 m (16 ft)
- مساحة الجناح : 18.80 m² (202.4 sq ft)
- جناح حامل: NACA 64A-012
- نسبة باعية (جناح): 4.8:1
- الوزن فارغة: 4,350 kg (9,590 lb)
- وزن الإقلاع الأقصى: 8,000 kg (17,637 lb)
- محرك الطائرة: 1 × Honeywell F124-GA-100 محرك عنفي مروحي, 28.2 kN (6,330 lbf)

الأداء
- لا تتجاوز سرعة: 960 km/h (518 knots, 596 mph)
- السرعة القصوى: 936 km/h (505 knots, 581 mph) at sea level, clean
- سرعة انهيار: 185 km/h (100 knots, 115 mph)
- مدى (طائرة): 1,570 km (848 nmi, 975 mi) max internal fuel
- المدى القتالي: 565 km (305 nmi, 351 mi) lo-lo-lo, gun pod, 2× قنبلة مارك 82s, 2× إيه آي إم-9 سايدويندر and 2× 500 L drop tanks
- سقف الخدمة: 13,200 m (43,300 ft)
- معدل الصعود: 62 m/s (12,220 ft/min)

التسليح

- نقطة تعليقs: 7, 3 under each wing and 1 under the fuselage holding up to 2,340 kg (5,159 lb)
- صواريخ: 

  - Air-to-air: إيه آي إم-9 سايدويندر، صاروخ إيريس - تي، إيه آي إم-132 أسرام
  - Air-to-surface: إيه جي إم-65 مافريك
- قنابل: various laser-guided and unguided bombs ذخيرة موجهة بدقة، قنبلة عنقودية

الكترونيات الطيران

Grifo-L Radar